# 시간 팽창
시간 팽창(영어: time dilation)은 과학자 아인슈타인이 주창한 일반 상대성 이론의 결과물 중 하나로, 시간 기준계가 절대적이라는 기존의 가정을 부정하고 상대적 시간기준계를 제시한 이론이다. 이 이론은 서로 다른 두 물체가 상대적 시간기준계를 가졌다는 기준 하에, 움직이는 물체에서의 시간이 정지한 다른 물체에서의 시간보다 상대적으로 더 느리게 흐르는 것으로 관측되는 현상을 설명한다. 이를 뒷받침하는 예로 뮤온 입자, 원자시계 실험 등을 제시하고 있는데 다른 이유로 설명이 가능하다. 시간 팽창 외에도 시간 지연, 시간 늘어남으로 불린다.

## 특수상대성이론의 시간 팽창

### 특수상대성이론 용어정리

#### 절대시간 - 상대적 시간
우선 아인슈타인이 정의한 시간과 그 이전 뉴턴이 정의한 시간에 대해 생각해 볼 필요가 있다. 아인슈타인 이전, 아이작 뉴턴의 고전역학에서는 시간은 우주 어디서든 진행 방식이 같고, 어떤 것의 영향을 받지 않으면서도 항상 같은 속도로 흘러가는 절대적인 것이다. 이를 ‘절대시간’이라고도 칭한다. 그의 저서 '프린키피아’에서 그는 이렇게 말한다. “수학적이며 진리적인 절대시간은 외부의 그 어떤 것과 상관없이 그것 자체로 흐른다.” 즉, 시간이 사물의 존재나 변화와는 독립적으로 존재한다는 것이다. 그러나 아인슈타인의 특수상대성 이론에서 '절대 시간'에 대한 생각을 뒤엎어버렸다. "운동하는 시계의 진행은 느려진다. 운동의 속도가 빛의 빠르기에 가까워질수록 시간의 지연은 강해지고, 빛의 빠르기에 도달하면 시간은 멈춘다." 광속에 가까운 속도로 운동하면 할수록 그곳에서는 시간이 더욱 느려진다는 것이다. 즉, 시간은 신축적이고 상대적이라는 것이다.이후 일반상대성이론은 중력에 의해서도 시간이 지연된다는 사실을 밝혔다. 일반상대성이론에서의 시간 팽창을 간단하게 언급하자면, 중력이 센 곳일수록 시간은 느리게 흘러간다.

#### 시간의 동시성
아인슈타인은 시간에 대해 말하길, “우리는, 시간에 관한 우리의 모든 명제들이 언제나 동시적 사건들에 관한 명제임을 명심해야 한다. 예를 들어 만일 내가 “기차는 여기에 7시에 도착한다.”고 말하면, 그것은 대체로 “내 시계의 작은 바늘이 7을 가리키는 것과 기차의 도착은 동시적인 사건들이다”라는 것을 의미한다.“ 그리고 ”한 사건의 ‘시간’은, 그 사건이 일어난 장소에 위치하고 있으며, 또 모든 시간의 규정에 있어서 정지 상태에 있는 어떤 특정 시계와 동조되어 있는 정지상태의 시계를 보고, 그 사건이 일어남과 동시에 읽은 시간이다.“

#### 빛의 속력

빛이 지구에서 달까지 도달하는 데 걸리는 시간을 나타내는 애니메이션. 약 1.2초가 걸린다

빛의 속력이라는 용어를 사용할 때 우리는 암암리에 진공에서의 빛의 속력을 이야기한다는 것을 가정하고 있다. 빛의 속도는 중요한 의미를 가지고 있다. 시공간에서 유일하게 선호하는 속도가 빛이며, 자연에 이러한 속도 제한이 있다는 것을 알려준다.
모든 관성기준계에서의 빛의 속도는 동일하다는 것을 받아들이기 쉽지 않다. 이를 알기 위해서는 ‘길이 수축’ 현상과 ‘시간 팽창’ 현상에 대한 개념이 뒷받침 되어야 한다. 움직이는 물체의 길이가 정지해있는 물체의 길이보다 짧은 것처럼 보이는 것과 움직이는 시계가 정지한 시계보다 느리게 가는 것처럼 보이는 현상을 의미하는 것인데, 이 두 현상이 어떤 상대적 운동에 대해서 정확히 상쇄되기 때문에 누구나 정확히 같은 빛 속도를 측정하게 된다.

### 특수상대성이론의 가정
특수상대성 이론은 두 가지 가정을 전제한다. 첫째는 상대성원리로, 모든 관성기준계에서 물리법칙은 동일하다. 다시 말해서 물리실험을 통해서 한쪽 관성좌표계와 다른 쪽 관성좌표계를 구분할 수 없다. 두 번째 가설은 광속 불변의 원리로, 진공에서 빛의 속력은 관찰자의 속도나 광원의 속도와 무관하게 모든 관성기준계에서 동일한 값을 갖는다. 빛의 속도는 진공에서 2.997 924 58×108 m/s이다

## 아인슈타인의 사고실험
아인슈타인은 주로 ‘사고실험’ 을 통해 개념을 정립하였다. 이는 주변의 사실들을 관찰한 다음 그러한 관찰로부터 어떤 사실을 이끌어내는 귀납적 방법이 아니라, 가설을 먼저 세운 뒤, 머릿속으로 그러한 진리를 "사고 실험"을 통해 검증하여 결론에 도달하는 연역적 방법을 동반한다. 즉, 가설적 결론을 먼저 세운 다음, 이를 증명하는 방법으로 보여주는 것이다.
그는 ‘느려지는 시간’이나 ‘휘어진 시공간’ 같은 현대 물리학과 우주론의 패러다임을 이러한 생각의 실험을 통해 새롭게 바꿔놓았다.
아인슈타인은 ‘등속’으로 움직이는 기차에 탄 승객과 기차 밖 관찰자라는 ‘사고 실험’을 통해 시간의 상대성 개념을 이끌어낸다.
정지한 기차에서 승객이 빨간 공을 떨어뜨리면 빨간 공이 자유 낙하한다. 승객은 공이 직선으로 떨어지는 것을 보았고 기차 밖 사람도 승객과 같은 공의 궤도를 본다. 이번엔‘등속’(일정한 속도)으로 움직이는 기차다. 승객이 공을 떨어뜨리면 승객 눈에 공의 궤도는 직선이다. 기차 밖 사람이 본 공의 궤도는 포물선을 그리며 떨어진다.’
승객과 기차 밖 관찰자에게 그들이 지켜본 공의 궤도에 대해 물어보면 승객은 직선, 기차 밖 관찰자는 포물선이라 답할 것이다. 어떠한 것도 하나의 진짜 궤도라고 할 수 없다. 아인슈타인은 이런 사고실험을 통해 결론을 내리는데 공이 그리는 궤도는 단 하나일 수 없다는 것이다. 관측자와 상관없이 어디에나 존재하는 절대 위치란 없으며, 오로지 처한 상황에 따라 위치를 평가할 수 있는 상대적 위치만이 가능하다. ‘위치’에는 거리 개념이 포함돼 있고, 위치와 거리는 다시 공간 속에서 정의되는 물리량인 까닭에 관측자와 상관없이 항상 일정한 절대 거리와 절대 공간은 존재하지 않는다.
시간의 동시성은 이로써 깨졌다. 항상 똑같은 시각으로 측정되는 절대적 시간은 존재하지 않으며, 시간이란 단지 관측자의 상대 운동에 따라서 다양하게 받아들여지는 물리량이라고 그는 말한다.
아인슈타인은 ‘빛은 (전자기) 파동’임을 입증했던 영국의 물리학자이자 수학자인 제임스 클러크 맥스웰(James Clerk Maxwell)의 길을 따라 생각 실험을 이어갔는데, 그 과정에서 광속으로 빛을 쫓아가보니 빛은 파동성을 잃는다는 딜레마에 빠지게 된다. ‘광속 불변의 원리’(초속 30만km)와 빛이 파동이라는 전제는 이미 입증된 사실이었다. 그는 뉴턴 고전 역학의 속도 개념을 뿌리부터 재해석해 들어간다. 시속 100km로 달리는 기차 안에서 새가 같은 방향으로 시속 10km로 난다고 했을 때, 고전적 계산법을 따르면 새의 속도는 100+10, 곧 시속 110km가 된다.
이제 시속 100km 기차에 탄 새를 ‘빛’으로 바꾼 뒤, 기차의 이동 방향으로 ‘전등’을 켠다. 전등 불빛은 빛이므로 빛의 속도(광속)로 달린다. 기차 밖 정지한 관찰자에게 전등 빛의 속도는 얼마로 보일까. 고전적 계산법으론 전등 빛의 속도는 기차 속도에 광속을 더한 속도여야 하지만, 아인슈타인이 보기엔 우주의 어떤 물체도 광속을 넘을 수 없으므로, 그 속도(‘기차 속도+전등 빛 속도’)는 ‘전등 빛 속도,’ 곧 광속이 되어야 한다.
아인슈타인은 이 딜레마가 속도의 정의와 연관이 있다고 보았다. ‘속도=변위/시간’이다. 속도는 ‘변위를 시간으로 나눈’ 양이므로, 분자(변위)가 커졌는데 속도는 변함없다면, 당연히 분모인 시간도 커졌을(늘어났을) 것이다. 아인슈타인이 내놓은 답은 ‘시간의 연장’이었다.
이를 기차 속 전등 빛에 적용하면 속도(광속)는 일정한데 거리가 길어졌으니 시간도 늘어나야 한다. 그는 ‘달리는 기차 안에서는 시간이 늘어난다’고 결론 내린다. 시간 연장공식에 따르면 속도가 광속의 5분의 3배(60%)가 되었을 때, 시간은 1.25배(125%)로 늘어난다.

## 수치적 접근
시간 간격의 측정은 관측자와 관측 대상 사이의 상대적 운동에 의해 영향을 받는다. 그 결과로 관측자에 대해 움직이는 시계는 움직이지 않는 시계보다 느리게 간다.
지구를 하나의 상대적으로 움직이지 않는 관성계라고 보자. 지상 위에 관찰자 A가 서있고, 그 위로 A에 대해 상대적으로 등속도 운동을 하는 기준계를 갖고 날아가는 우주선을 탄 관찰자 B가 있다.
두 관찰자 옆에 각각 빛으로 측정하는 거울초시계를 놓는다. 마주보고 있는 두 개의 거울 사이로 빛이 반사되어 그 사이를 왕복하며 시간을 측정하는 거울초시계는 빛이 한번 왕복할 때 1초의 시간을 측정한다. 관찰자A가 관찰한 자신의 거울초시계와 B가 관찰한 자신의 거울초시계는 정확히 똑같이 1초씩 흘러간다. 그런데 A가 B의 거울초시계를 관찰하면 B의 거울초시계의 주기는 B가 관찰한 것과 같지 않다. B는 A에 대하여 등속도 운동을 하고 있으므로 A가 관찰한 B의 거울초시계의 빛이 아래 거울에서 위 거울까지 갈 때의 관찰 경로가 상대적으로 길게 보인다. A기준계나 B기준계 모두에서 빛의 속도는 동일하므로, 늘어난 이동경로만큼 A에서 관찰되는 빛이 B거울까지 도달하기까지의 시간 또한 길어져야 한다. 이를 수치상으로 표현해보면, B가 관찰한 B기준계의 거울초시계 왕복시간 간격을 to라고 놓고, 거울과 거울 사이 거리를 Lo라고 한다. 그러면 한쪽 거울에서 다른 쪽 거울까지 가는 시간은 to/2 이고 빛의 속력을 c라고 나타내면, 다음과 같은 식이 성립한다.
{\displaystyle \ t_{\text{o}}={\frac {2L_{\text{o}}}{c}}} →식 <1>
관찰자 B가 타고 있는 우주선은 관찰자 A에 대해 상대적으로 v속도로 등속도 운동을 한다. 관찰자A가 바라본 B기준계 빛 시계의 한쪽 거울에서 다른 쪽 거울까지 가는데 걸리는 시간은 t/2이고, 그동안 거울은 수평으로 v(t/2)만큼 움직였으므로, 빛이 지나간 전체거리는 c(t/2)이다. 그리고 거울과 거울 사이의 거리는 Lo이므로 피타고라스 정리에 의해, {\displaystyle {({\frac {vt}{2}})}^{2}+{L_{\text{o}}}^{2}={({\frac {ct}{2}})}^{2}}이 성립한다. 이를 t에 대해 풀면,
{\displaystyle \ t={\frac {\frac {2L_{\text{o}}}{c}}{\sqrt {1-v^{2}/c^{2}}}}} →식 <2>
이 된다. 식 <1>을 식 <2>에 대입하여 다시 정리하면, 다음과 같은 공식이 나온다.
{\displaystyle \ t={\frac {t_{\text{o}}}{\sqrt {1-v^{2}/c^{2}}}}} →식 <3>
우주선의 속도v와 빛의 속도c는 양의 상수이므로, 분모는 {\displaystyle {\sqrt {1-v^{2}/c^{2}}}}항상 1보다 작다, t는 항상 to보다 길다는 것을 의미하는 동시에, v의 값이 빛의 속도 c비해 아주 작다면 무시할 수 있는 양이라는 것을 의미한다. 즉, 지구상에 있는 관찰자A가 자신에 비해 빛의 속도와 견줄만한 속도로 운동하는 우주선에 있는 시계를 보았을 때, 지상에 정지한 시계에 비해 느리게 가는 것처럼 보인다. 이는 상대적으로 관찰자 B가 관찰자 A의 기준계에 위치한 빛 시계를 관찰했을 때 동일한 원리가 작용한다.
즉, 모든 관찰자에게는 자신에 대해 상대적으로 움직이는 시계가 정지한 시계보다 느리게 간다.

## 시간 팽창의 실험적 이론적 뒷받침

### 뮤온 입자붕괴
대기권 높이 띄워 올린 기구를 이용한 실험에서 새로운 기본입자가 많이 관찰 되었는데, 그러한 입자들은 하늘에서 지구로 떨어지는 우주선이 대기의 공기 분자와 충돌 하면서 생성되며 수백 내지 수십 킬로미터 상공에서 발생하여 지상을 쏟아져 내리게 된다. 그 입자들 중 하나인 ‘뮤온’입자는 상대성 이론의 시간 팽창을 체험하는 입자이다. 뮤온 입자는 경 입자족 중 하나로 π중간자 및 K중간자가 붕괴할 때 생기는 불안정한 입자로, 전자 또는 양전자와 중성미자로 붕괴되며 수명은 약 2.2 마이크로초이다. 대기권 상층부에서 발생한 뮤온이 지상에 도달하기 위해서는 최소 200마이크로 초의 시간이 걸리기 때문에 이론적으로는 지상에서 뮤온을 발견 할 수 없어야 하지만 뮤온이 지상까지 도달하는 것이 관측된다. 이는 상대성 이론의 시간 팽창에 의해 뮤온의 수명이 길어졌기 때문인 것으로 볼 수 있다. 우주선이 대기권에 도달했을 때 대기의 분자와 충돌하여 뮤온이 만들어지고, 이때 뮤온이 광속에 가까운 속도로 날아감으로서 시간 팽창현상이 발생하게 된다. 지상의 관측자를 기준으로 하였을 때 광속의 속도로 날아가고 있는 뮤온의 시간은 느리게 흘러 수명이 늘어난 것으로 관측되는 것이다. 그러나 뮤온의 입장에서 보면 뮤온의 수명은 늘어나지 않는다. 같은 계에서 시간의 빠르기는 언제나 같으며 다만 공간이 줄어든 것이다. 즉 뮤온의 입장에서 보면 특수 상대성 이론의 효과에 의해 지구와 대기권이 납작해지기 때문에 뮤온은 수명이 다하기 전에 지상에 도착할 수 있게 된다.

### 쌍둥이 역설
시간의 상대성을 다룰 때 자주 등장하는 이야기가 쌍둥이 역설이다. 쌍둥이 중 동생은 지구에 남고 형은 광속에 가까운 속도의 우주선을 타고 우주여행을 하고 돌아오는 상황을 가정해 보았을 때, 지구에 남아있는 동생의 입장에서 광속으로 여행 중인 형의 시간은 느리게 흐르기 때문에 형이 여행을 하고 돌아오면 동생의 나이가 더 많을 것이다. 그러나 운동은 상대적인 것이므로, 우주선을 타고 있는 형의 입장에서 보면 동생의 시간이 느려지는 것으로 보이게 될 것이므로 역설이 발생한다.
실제로 우주선이 일정한 속도로 비행하는 동안에 지구와 우주선은 동등한 관성계에 있으므로, 어느쪽에서 보아도 상대방의 시계가 느려지는 것으로 보인다. 그러나 우주선이 지구에서 출발할 때, 목적지에서 방향을 전환할 때, 귀환할 때 각각 감속과 가속이라는 단계가 수반된다. 지구를 출발할 때와 도착할 때의 가속도는 지구의 관측자와 거의 같은 위치에서 일어남으로 시간 팽창이 일어나지 않는다. 중력장에 의한 시간 팽창은 중력장안의 시계와 관측자 사이의 거리에도 비례하기 때문이다. 그러나 목적지에서 방향을 전환할 때 가속되고 있는 계는 중력장 속을 여행하는 것과 같으며 이것은 휘어진 시공간을 여행하는 것이다. 상대성이론에 의하면 중력장을 통과하는 동안에는 시간이 천천히 가게 되므로 결국 역설은 성립되지 않게 된다.

### 원자 시계
시간은 지구의 자전을 기준으로 정해지는데, 자전의 길이는 규칙적이지 않기 때문에 그보다 일정한 간격의 시계로 고안된 것이 원자시계이다. 수소 원자나 루비듐 원자를 이용하는 방식도 있으나 일반 적으로는 세슘 원자가 복사하는 9,192,631,770Hz의 주파수를 사용하여 시간간격을 결정한다.
정밀한 시간측정이 가능한 원자시계의 출현은 상대성 이론을 실험으로 증명하는데 큰 역할을 했다. 1971년 물리학자 헤이펠과 키팅의 상대성 이론 증명 실험에서 원자시계가 사용되었다. 실험은 총 3개의 동일한 원자시계를 사용하여, 하나는 지상 연구소에 두고 지구 동쪽으로 회전하는 제트 비행기와 서쪽으로 회전하는 제트비행기에 각각 하나씩 두어 세 원자시계의 시간을 비교하는 방식으로 진행되었다. 실험 결과 지상 연구소의 시계를 기준으로 하여 동쪽으로 회전한 제트기의 시계는 10억분의 59초 느리게, 서쪽으로 회전한 제트기의 시계는 10억분의 273초 더 빨리 흐른 것이 측정되어 상대성 이론을 실험적으로 증명하는데 성공한 사례가 되었다.

## 같이 보기
- 상대성 이론
- 특수 상대성 이론
- 일반 상대성 이론
- 시간
- 쌍둥이 역설
- 로런츠 변환
- 중력시간지연

## 참고 문헌
- Arthur Beiser (2011). 《현대물리학 6판》. 교보문고.
- 송은영 (2010). 《아인슈타인의 생각실험실》.
- 숀 캐럴 (2010). 《현대물리학, 시간과 우주의 비밀에 답하다》. 다른세상.
- 존 S.릭던 (2005). 《1905 아인슈타인에게 무슨 일이 일어났나》. 랜덤하우스중앙.
- 차동우 (2005). 《상대성 이론》. (주)북스힐.